# Regierung Weizsäcker
Die Regierung Weizsäcker bildete vom 4. Dezember 1906 bis 6. November 1918 die Landesregierung von Württemberg.
| Amt                                                                                          | Name                                                              |
| -------------------------------------------------------------------------------------------- | ----------------------------------------------------------------- |
| Ministerpräsident (Offiziell: Präsident des Staatsministeriums) Äußeres und Königliches Haus | Karl von Weizsäcker                                               |
| Inneres                                                                                      | Johann von Pischek vom 4. Dezember 1906 bis 20. Dezember 1912     |
| Inneres                                                                                      | Karl von Fleischhauer vom 21. Dezember 1912 bis 20. März 1918     |
| Inneres                                                                                      | Ludwig von Köhler vom 20. März 1918 bis 6. November 1918          |
| Finanzen                                                                                     | Karl von Zeyer vom 4. Dezember 1906 bis 1908                      |
| Finanzen                                                                                     | Wilhelm von Geßler von 1908 bis 15. April 1914                    |
| Finanzen                                                                                     | Theodor von Pistorius vom 15. April 1914 bis 6. November 1918     |
| Justiz                                                                                       | Friedrich von Schmidlin vom 4. Dezember 1906 bis 3. Dezember 1917 |
| Justiz                                                                                       | Karl von Mandry vom 3. Dezember 1917 bis 6. November 1918         |
| Krieg                                                                                        | Otto von Marchtaler                                               |
| Kultus                                                                                       | Karl von Fleischhauer vom 4. Dezember 1906 bis 20. Dezember 1912  |
| Kultus                                                                                       | Hermann von Habermaas vom 21. Dezember 1912 bis 21. März 1918     |
| Kultus                                                                                       | Karl von Fleischhauer vom 21. März 1918 bis 6. November 1918      |